# Heartland Championship 2011
El Campeonato Heartland 2011 fue la sexta edición de la segunda división de rugby de Nueva Zelanda. 
El campeón de la competencia fue Wanganui, quienes lograron su tercer campeonato.

## Sistema de disputa
Cada equipo disputa 8 encuentros frente a sus rivales.
- Los cuatro equipos con mejor clasificación al final de la fase de grupos clasifican a la semifinal de la Copa Meads buscando el título de la competición.

- Los equipos ubicados entre la quinta y octava posición al final de la fase de grupos clasifican a la semifinal de la Copa Lochore, la copa que se asigna al ganador de los playoff por el quinto puesto.

## Clasificación
- Clasificación[1]

| Pos. | Equipo            | Encuentros | Encuentros | Encuentros | Encuentros | Tantos | Tantos | Tantos | PB | PB | Puntos |
| Pos. | Equipo            | PJ         | PG         | PE         | PP         | F      | C      | Dif    | BO | BD | Puntos |
| ---- | ----------------- | ---------- | ---------- | ---------- | ---------- | ------ | ------ | ------ | -- | -- | ------ |
| 1.º  | Wanganui          | 8          | 7          | 0          | 1          | 364    | 117    | 247    | 6  | 1  | 35     |
| 2.º  | North Otago       | 8          | 7          | 1          | 0          | 265    | 149    | 115    | 5  | 0  | 35     |
| 3.º  | East Coast        | 8          | 6          | 0          | 2          | 189    | 198    | -9     | 3  | 0  | 27     |
| 4.º  | Mid Canterbury    | 8          | 5          | 0          | 3          | 180    | 143    | 37     | 3  | 3  | 26     |
| 5.º  | Buller            | 8          | 5          | 0          | 3          | 188    | 131    | 57     | 3  | 3  | 26     |
| 6.º  | South Canterbury  | 8          | 4          | 0          | 4          | 239    | 187    | 52     | 4  | 2  | 22     |
| 7.º  | Thames Valley     | 8          | 4          | 1          | 3          | 229    | 181    | 48     | 2  | 1  | 21     |
| 8.º  | Poverty Bay       | 8          | 3          | 1          | 4          | 184    | 226    | -42    | 3  | 2  | 19     |
| 9.º  | West Coast        | 8          | 2          | 1          | 5          | 144    | 216    | -72    | 1  | 2  | 13     |
| 10.º | Wairarapa Bush    | 8          | 1          | 0          | 7          | 156    | 231    | -75    | 2  | 2  | 8      |
| 11.º | King Country      | 8          | 1          | 0          | 7          | 150    | 281    | -131   | 1  | 0  | 5      |
| 12.º | Horowhenua-Kapiti | 8          | 1          | 0          | 7          | 98     | 326    | -228   | 1  | 0  | 5      |

|  | Semifinales Copa Meads.      |
|  | Semifinalistas Copa Lochore. |

## Copa Lochore - Quinto Puesto

### Semifinal
| 1 de octubre | South Canterbury | 30 - 27 | Thames Valley |  |  |

| 1 de octubre | Buller | 30 - 32 | Poverty Bay |  |  |

### Final
| 8 de octubre | South Canterbury | 22 - 49 | Poverty Bay |  |  |

| Bandera de Nueva Zelanda         |
| Ganador Copa Lochore Poverty Bay |
| Cuarto título                    |

## Copa Meads

### Semifinal
| 1 de octubre | Wanganui | 32 - 22 | Mid Canterbury |  |  |

| 1 de octubre | North Otago | 17 - 23 | East Coast |  |  |

### Final
| 8 de octubre | Wanganui | 30 - 10 | East Coast |  |  |

| Bandera de Nueva Zelanda |
| Campeón Wanganui         |
| Tercer título            |